# Groundation (cérémonie)
 (octobre 2014).
Si vous disposez d'ouvrages ou d'articles de référence ou si vous connaissez des sites web de qualité traitant du thème abordé ici, merci de compléter l'article en donnant les références utiles à sa vérifiabilité et en les liant à la section « Notes et références ».
Ne pas confondre avec le groupe de reggae californien Groundation.
Groundation, parfois appelé Grounation, est un rassemblement d’un groupe de personnes appartenant au mouvement rastafari.
Lors de ce rassemblement, les rastafaris communiquant des idées visant à la libération des frères et sœurs noirs de l’esclavage et de l’oppression de l’homme blanc. Ils lisent la Bible et jouent de la musique avec des instruments nyabinghi, accompagnés des chants rasta et de la fumée ganja qui est considérée comme une herbe sacrée par le mouvement rastafari,.